# Burni Makatza
Burni Makatza es el nombre de una variedad cultivar de manzano (Malus domestica). Esta manzana está cultivada en diversos viveros entre ellos algunos dedicados a conservación de árboles frutales en peligro de desaparición. La manzana 'Burni Makatza' es originaria de Guipúzcoa, y actualmente se cultiva debido a su sabor dulce para manzana fresca de mesa, y muy apreciada en la elaboración de sidra, hay que anotar que no se parece en nada a la variedad "Burni Sagarra" que es también dulce de sabor.

## Sinónimos
- "Manzana Burni Makatza",
- "Burni Makatza Sagarra".[6][7]

## Historia
'Burni Makatza' es una variedad de manzana cultivada en el País Vasco, está considerada incluida en las variedades locales autóctonas muy antiguas, cuyo cultivo se centraba en comarcas muy definidas, en este caso es una de las manzanas sidreras que quedan en el Ergobia. Se caracterizaban por su buena adaptación a sus ecosistemas y podrían tener interés genético en virtud de su adaptación. Estas se podían clasificar en dos subgrupos: de mesa o de cocina, y de sidra (aunque algunas tenían aptitud mixta). Es muy apreciada en elaboraciones culinarias y muy importante en la elaboración de sidra en el país vasco por su sabor dulce.
'Burni Makatza' es una variedad mixta, clasificada como muy buena en la elaboración de sidra, también se utiliza como postre de mesa en fresco por su sabor dulce; difundido su cultivo en el pasado por los viveros comerciales y cuyo cultivo en la actualidad se ha reducido a huertos familiares. Variedad presente en Guipúzcoa, abundante en la zona de Ergobia. No se parece en nada a la variedad "Burni Sagarra" que es también dulce de sabor.

## Características
El manzano de la variedad 'Burni Makatza' tiene un vigor alto, es árbol de mediana producción; florece a finales de abril.
La variedad de manzana Burni Makatza tiene un fruto de tamaño mediano; forma cónica y no simétrica, muy atractiva a la vista; piel fina, cerosa; con color de fondo amarillo, siendo el color del sobre color rubor rosado, importancia del sobre color muy débil, distribución del color en forma de estrías, con lenticelas pardas muy pequeñas (de ruginoso-"russetting"), siendo la  sensibilidad al ruginoso-"russetting" (pardeamiento áspero superficial que presentan algunas variedades) medio a débil; pedúnculo de tamaño corto, duro, anchura de la cavidad peduncular pequeña, profundidad de la cavidad pedúncular poca; cáliz pequeño y cerrado, profundidad de la cav. calicina  poca, de anchura pequeña con plisamientos en la pared. 
Carne de color blanco, con textura muy dura, crujiente, de mucho zumo y muy aromática; el sabor característico de la variedad, dulce; corazón de tamaño medio, desplazado. Eje abierto. Cavidades casi imperceptibles. Semillas aristadas, puntiagudas, de tamaño medio, color marrón claro uniforme.
La manzana 'Burni Makatza' tiene una época de recolección tardía a principios de otoño, madura en octubre, de larga duración. Tiene uso mixto pues se usa como manzana de postre en fresco en mesa, y también como manzana para la elaboración de sidra, como manzana sidrera es una variedad dulce muy apreciada.